# Четверта промислова революція
Четверта промислова революція (англ. The Fourth Industrial Revolution, також англ. Industry 4.0, нім. Industrie 4.0, укр. Промисловість 4.0) — поняття, що означає розвиток і злиття автоматизованого виробництва, обміну даних і виробничих технологій в єдину саморегульовану систему, з якнайменшим або взагалі відсутнім втручанням людини у виробничий процес.
Термін був визначений як «збірне поняття для технологій і концепцій організації ланцюжка створення додаткової вартості» із використанням кіберфізичних систем, Інтернету речей, Інтернету послуг, Розумних заводів. Фаза промислової революції, яка характеризується злиттям технологій, що розмиває межі між фізичною, цифровою та біологічною сферами.
Промисловість 4.0 дасть змогу збирати та аналізувати дані з різних машин, забезпечуючи більш швидкі, більш ефективні та більш гнучкі процеси виробництва товарів вищої якості за зниженими цінами. Також вона викликала появу абсолютно нових бізнес-моделей, які сприятимуть радикально новим способам взаємодії в ланцюжку вартості.

## Історія
Перша промислова революція призвела до переходу від ручного до механізованого виробництва через використання парового двигуна, Друга промислова революція спричинила перехід до масового виробництва, через використання електродвигуна і конвеєра, Третя промислова революція призвела до переходу на автоматизоване виробництво через використання комп'ютерів та інформаційних технологій.
Вперше термін «Industrie 4.0» став відомим у квітні 2011 року, коли на Ганноверському ярмарку група «Industrie 4.0» виступила з ініціативою підвищення конкурентоздатності німецької економіки.

## Складові
У роботі «Design Principles for Industrie 4.0 Scenarios» авторами було визначено такі ключові складові Промисловості 4.0:
1. Кіберфізична система (КФС) (англ. Cyber-Physical System (CPS)) — це вбудовані комп'ютерні і мережеві технології, що дозволяють спостерігати і керувати процесом фізичного виробництва і отримувати зворотню інформацію.
2. Інтернет речей — поєднання різних складових (сенсори, смартфони і т. д.) через інтернет, що уможливлює їхню взаємодію між собою для досягнення спільних цілей.
3. Інтернет послуг — надання послуг постачальниками через інтернет
4. Розумний завод (англ. Smart Factory) — це завод, обладнання на якому автоматизоване, управляється комп'ютером і яке може отримувати зворотню інформацію про стан об'єкта у фізичному просторі за допомогою сенсорів.

## Основи проектування
Є шість ключових принципів проектування Промисловості 4.0:
1. Взаємодія (англ. Interoperability) — спільна діяльність різних виробничих систем.
2. Віртуалізація (англ. Virtualization) — можливість кіберфізичної системи спостерігати за фізичними процесами.
3. Децентралізація (англ. Decentralization) — планування і керування виробничим процесом без втручання центру.
4. Режим реального часу (англ. Real-Time Capability) — збір й аналіз виробничих даних у режимі реального часу.
5. Орієнтація на поточне обслуговування (англ. Service Orientation) — створення продукту, виходячи із побажаннь кожного окремого клієнта.
6. Модульність (англ. Modularity) — пристосування до зміни вимог через забирання чи додавання окремих виробничих модулів.

## Становище в Україні
Станом на 2017 рік в Україні на цю тему почали говорити, але ще поширювалася плутанина в термінології, підміна понять, змішування до купи всіх «модних» слів. У 2020 був реалізований проект в Інтерпайп. У сільському господарстві впроваджується точне рільництво — коли використовуються супутникові знімки, дрони та безпілотні трактори.